# タカサゴユリ
タカサゴユリ（高砂百合、中国語: 台灣百合）はテッポウユリ亜属の植物。台湾原産。

## 名前の由来
台湾を意味する古称である高砂国に由来する。原産地の台湾では「台湾百合」（台灣百合）、「高砂百合」と呼ばれている。なお、テッポウユリとの類似性から日本では「ホソバテッポウユリ」と呼ばれる場合もある。

## 特徴
タカサゴユリはテッポウユリに似るが、茎が比較的太く丈夫で、丈が 1.5m ほどに生長するものもある。花期は7 - 9月、花長は 15-20cm、直径は 5cm より大きめと、テッポウユリよりも大型になる。また葉が細く、花は白を基調とするものの薄い紫色の筋が入り、花被片は6枚で（やはり根元がつながっている）、外側の花被片は橙褐色になり、花は横向きだが少し下に傾くことが多いとされる。
ただし、本種はテッポウユリとの交雑種が多くまた変異も起きやすいと考えられており、たとえば花が純白でありながら葉が細く大型の個体が観察されるなど、その違いが外見からは判別しにくい場合も多い。
種子を多くつけ、風で運ばれて分布を拡げる。水はけがよく明るい草原や荒地などに到達すると根付いて葉を伸ばすが、初年度は茎や花を出さずに数枚の葉を出すだけで球根を太らせ、球根が充分太ると翌年度以降に茎を伸ばして大型の花をいくつも咲かせる。その場所の日当たり具合により球根の太り方に差があり、球根の状態により茎長や花の数などに差が生じる。

## 分布
台湾固有種で、19世紀にイギリスに導入され、日本では1924年に園芸用に移入された帰化植物として全国に分布する。明るい原野や荒野で育ち、海岸線付近から低地、高山帯に至るまで広く分布する。
近年、人為的な開発などによる生息適地の原野の減少を受けて分布を狭めているが、本来は強い特性を有し、偶然更地や荒地になった場所に突然出現することもある。
ただし本種はいわゆる連作障害が出やすいと言われ、一時的に根付き拡がっても数年経つと姿を消す場合が多い。種子を多く付け、種子は新たな原野を求めて風に乗って各地に拡がる。種子が辿り着いたその地が伐採などで一時的に明るくなると生育して勢力を拡げ、ときに群生して大きな花を咲かせるも、数年経つとまた他の地へ旅立つように去ってゆく。

## 用途
テッポウユリと同じく、キリスト教復活祭にイースターリリーとしても利用される。

## 参照項目
- テッポウユリ